# جاده ۴۴ (ایران)
جاده ۴۴ یا جاده تهران-مشهد یا جاده امام رضا از جاده‌های مهم و پرتردد در ایران و بخشی از بزرگراه ۱ آسیا است. در این جاده پرتردد شهر هایی مانند سمنان، دامغان، شاهرود، سبزوار، نیشابور، در این مسیر قرار دارد
تقریباً تمام این جاده به صورت بزرگراه است. این جاده یکی از حادثه خیزترین جاده‌های کشور است.

## مسیر

### استان تهران
| خاورشهر                      |                              |            |
|                              | میدان جانبازان               | کیلومتر ۱۰ |
|                              | خیابان رمضانی                | کیلومتر ۱۲ |
| خاورشهر                      |                              |            |
| مجتمع خدمات رفاهی پرچم       | مجتمع خدمات رفاهی پرچم       | کیلومتر ۱۳ |
| مجتمع خدمات رفاهی خاوران     | مجتمع خدمات رفاهی خاوران     | کیلومتر ۱۵ |
| دوربرگردان                   | دوربرگردان                   | کیلومتر ۱۶ |
| فرون آباد و قیام‌دشت          |                              |            |
|                              | بلوار فرون آباد              | کیلومتر ۱۸ |
| مجتمع خدمات رفاهی صحرا       | مجتمع خدمات رفاهی صحرا       | کیلومتر ۱۸ |
|                              | جاده چهل قز                  | کیلومتر ۱۸ |
|                              | بلوار امام خمینی             | کیلومتر ۱۹ |
|                              | بلوار قیام‌دشت                | کیلومتر ۱۹ |
| دوربرگردان                   | دوربرگردان                   | کیلومتر ۲۰ |
|                              | خیابان فرون آباد             | کیلومتر ۲۰ |
| فرون آباد و قیام‌دشت          |                              |            |
| خاتون آباد                   |                              |            |
| دوربرگردان                   | دوربرگردان                   | کیلومتر ۲۳ |
| مجتمع خدمات رفاهی خاتون آباد | مجتمع خدمات رفاهی خاتون آباد | کیلومتر ۲۳ |
|                              | بلوار یادگار امام بلوار سپه  | کیلومتر ۲۳ |
| خاتون آباد                   |                              |            |
| پاکدشت                       |                              |            |
| دوربرگردان                   | دوربرگردان                   | کیلومتر ۲۴ |
|                              | بلوار مظفر                   | کیلومتر ۲۴ |
|                              | بلوار قمی                    | کیلومتر ۲۵ |
| دوربرگردان                   | دوربرگردان                   | کیلومتر ۲۵ |
|                              | بلوار مطهری                  | کیلومتر ۲۵ |
| دوربرگردان                   | دوربرگردان                   | کیلومتر ۲۶ |
| میدان سلیمانی                | جاده پارچین بلوار رحیمی      | کیلومتر ۲۷ |
| پاکدشت                       |                              |            |
|                              | جاده گلزار-فیلستان           | کیلومتر ۳۰ |
| دوربرگردان                   | دوربرگردان                   | کیلومتر ۳۱ |
| دوربرگردان                   | دوربرگردان                   | کیلومتر ۳۲ |
|                              | جاده پاکدشت-جمال آباد        | کیلومتر ۳۲ |
| مجتمع خدمات رفاهی            | مجتمع خدمات رفاهی            | کیلومتر ۳۳ |
| میدان                        | میدان                        | کیلومتر ۳۵ |
| شریف آباد                    |                              |            |
|                              | بلوار ولیعصر                 | کیلومتر ۳۷ |
| دوربرگردان                   | دوربرگردان                   | کیلومتر ۳۷ |
| دوربرگردان                   | دوربرگردان                   | کیلومتر ۳۸ |
|                              | جاده شریف آباد-پیشوا         | کیلومتر ۳۸ |
| دوربرگردان                   | دوربرگردان                   | کیلومتر ۴۰ |
| مجتمع خدمات رفاهی کوروش      | مجتمع خدمات رفاهی کوروش      | کیلومتر ۴۰ |
| دوربرگردان                   | دوربرگردان                   | کیلومتر ۴۲ |
| شریف آباد                    |                              |            |
| دوربرگردان                   | دوربرگردان                   | کیلومتر ۴۵ |
| دوربرگردان                   | دوربرگردان                   | کیلومتر ۵۱ |
| دوربرگردان                   | دوربرگردان                   | کیلومتر ۵۲ |
| استان تهران                  |                              |            |
| از شرق به غرب                |                              |            |

## در محدوده شهرها

### تهران
بخش اولیه این بزرگراه با نام بزرگراه امام رضا در تهران است. این بزرگراه از سه راه افسریه تا کمربندی دوم تهران (سه راه سیمان) جزو محدوده استحفاظی شهرداری منطقه ۱۵ تهران است و بعد از آن تا شهر پاکدشت جزو محدوده استحفاظی استانداری تهران می‌باشد.

### پاکدشت
پاکدشت و محدوده‌ی یبر مهم‌ترین بخش شهری موجود در جاده امام رضا پیش از پایان استان تهران است. این بخش از خاتون‌آباد و پل یبر (شهید اسدالله پازوکی) آغاز و با رسیدن به شریف‌آباد پایان می‌یابد.

### گرمسار
بخشی از این جاده که از محدودهٔ شهر گرمسار می‌گذرد، کمربندی گرمسار نام دارد و تقاطع آن با آزادراه حرم تا حرم (آزادراه ۲) نزدیک این محدوده است.

### سمنان
بخشی از این جاده که از محدودهٔ شهر سمنان می‌گذرد، بزرگراه امام رضا نام دارد و تقاطع آن با جاده ۳۶ نزدیک این محدوده است.

### دامغان
بخشی از این جاده که از محدودهٔ شهر دامغان می‌گذرد، کمربندی دامغان نام دارد و تقاطع آن با جاده ۸۱ نزدیک این محدوده است.

### شاهرود
بخشی از این جاده که از محدودهٔ شهر شاهرود می‌گذرد، کمربندی شاهرود نام دارد و تقاطع آن با جاده ۸۳ نزدیک این محدوده است.

### سبزوار
بخشی از این جاده که از محدودهٔ شهر سبزوار می‌گذرد، بزرگراه آیت الله سید عبدالاعلی سبزواری یا کمربندی جنوبی سبزوار نام دارد و تقاطع آن با جاده ۸۷ در این محدوده است.

### نیشابور
بخشی از این جاده که از محدودهٔ شهر نیشابور می‌گذرد، بزرگراه امام رضا یا کمربندی نیشابور نام دارد.

## محیط زیست
حد فاصل شاهرود تا سبزوار که جاده بین دو زیستگاه توران و میاندشت قرار دارد از نقاط آسیب‌خیز یوزها است و تعداد زیادی از جانوران حیات وحش منطقه از جمله یوز تاکنون کشته شده‌اند. زیرگذرهایی برای عبور یوزها تعبیه شده و محیط به نحوی فنس‌کشی شده که یوزها به سمت زیرگذر هدایت شوند. حدود ۱۲ کیلومتر از جاده در محدودهٔ روستای عباس‌آباد (حوالی پاسگاه محیط‌بانی عباس‌آباد) در شمال توران، تاکنون موجبات مرگ حداقل ۸ یوز را فراهم آورده‌است. همهٔ تلفات ثبت نمی‌شوند و به گفتهٔ کارشناسان، تعداد تلفات ثبت‌نشده زیاد است. بنا بر مطالعه‌ای که از سال ۱۳۸۰ تا ۱۳۹۶ صورت گرفته، تصادفات جاده‌ای علت ۴۱ درصد از مرگ‌های یوزپلنگ‌های ایرانی است و به همین دلیل این جاده را «مهم‌ترین عامل مرگ یک گونهٔ در معرض خطر حیات وحش» خوانده‌اند. آخرین باری که یک یوز قربانی این جاده شد، ۲۴ مرداد ۱۳۹۷ بود. به نوشتهٔ روزنامهٔ جام جم، این جاده هر سال جان یک یوز را می‌گیرد.

## تصادفات جاده‌ای
حدفاصل شاهرود تا سبزوار، یکی از پرحادثه‌ترین جاده‌های ایران از لحاظ تصادفات واژگونی است. صافی جاده در منطقهٔ کویری و نبودن آبادی‌ها در یک مسافت طولانی باعث خواب‌آلودگی رانندگان می‌شود.

## نگارخانه

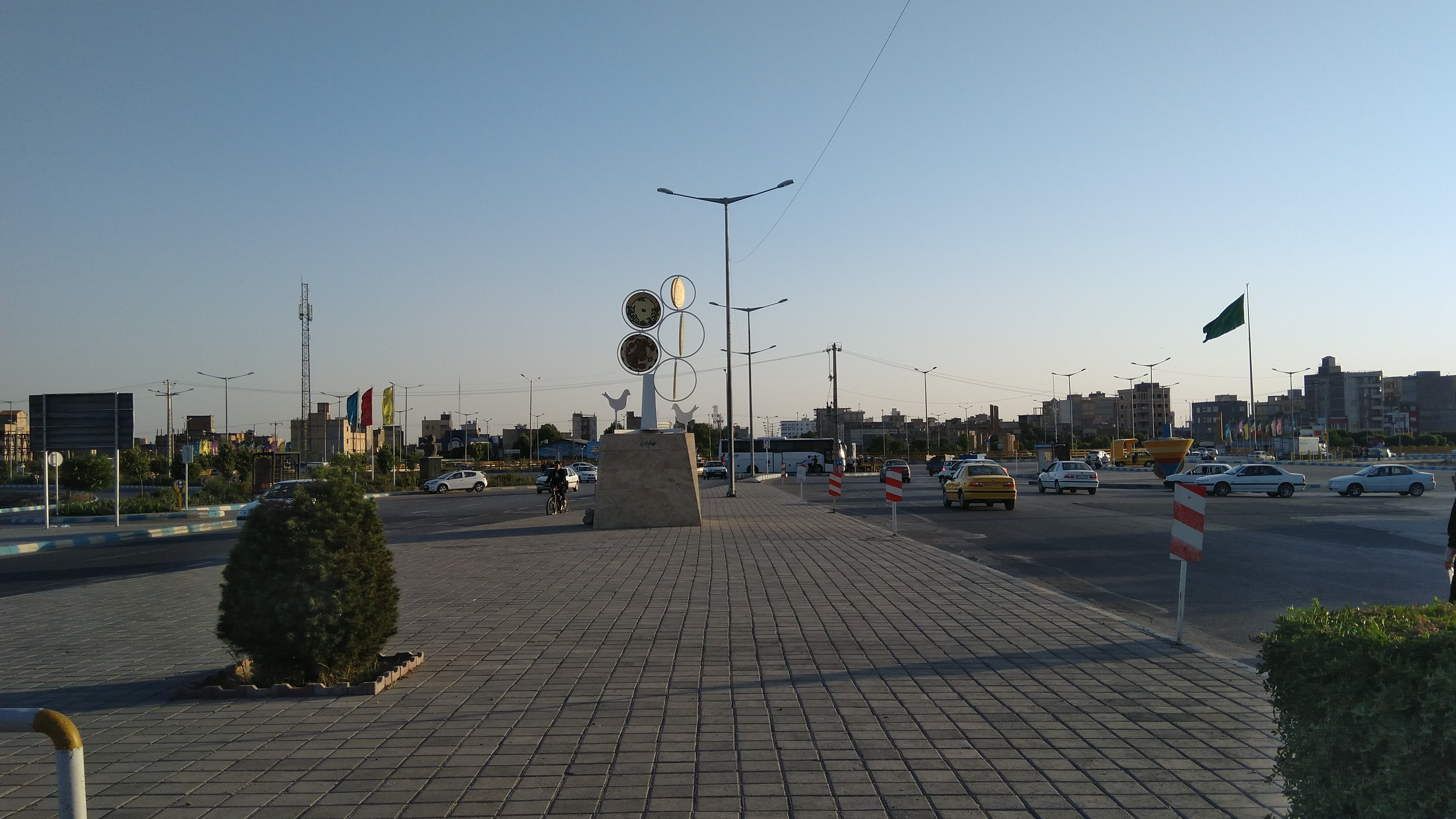
تقاطع جاده ۴۴ کشوری با منطقه ۱ و ۲ شهر نیشابور و جاده باغرود. روبه روی بیمارستان حکیم نیشابور
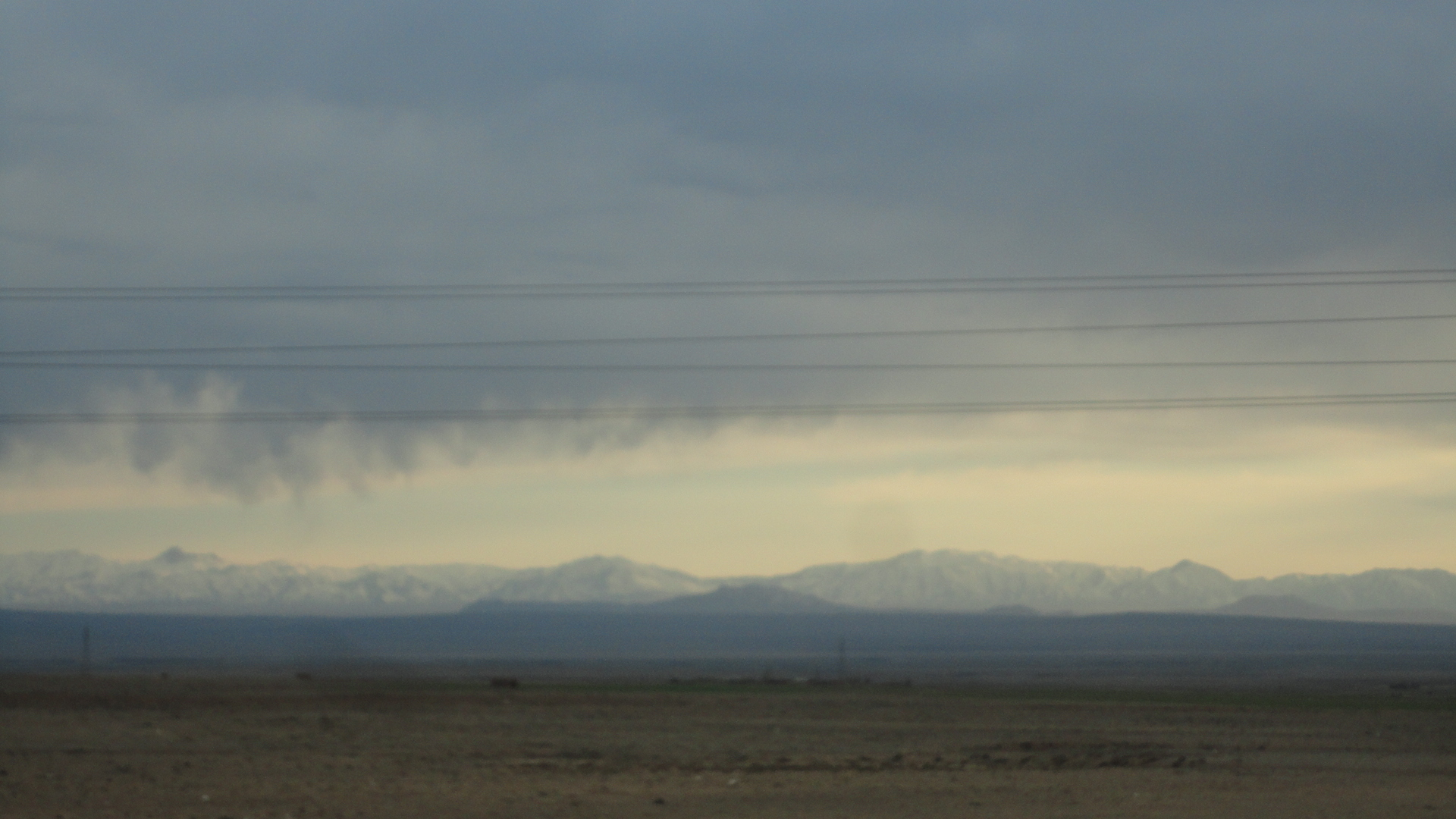
رشته کوه البرز در استان سمنان
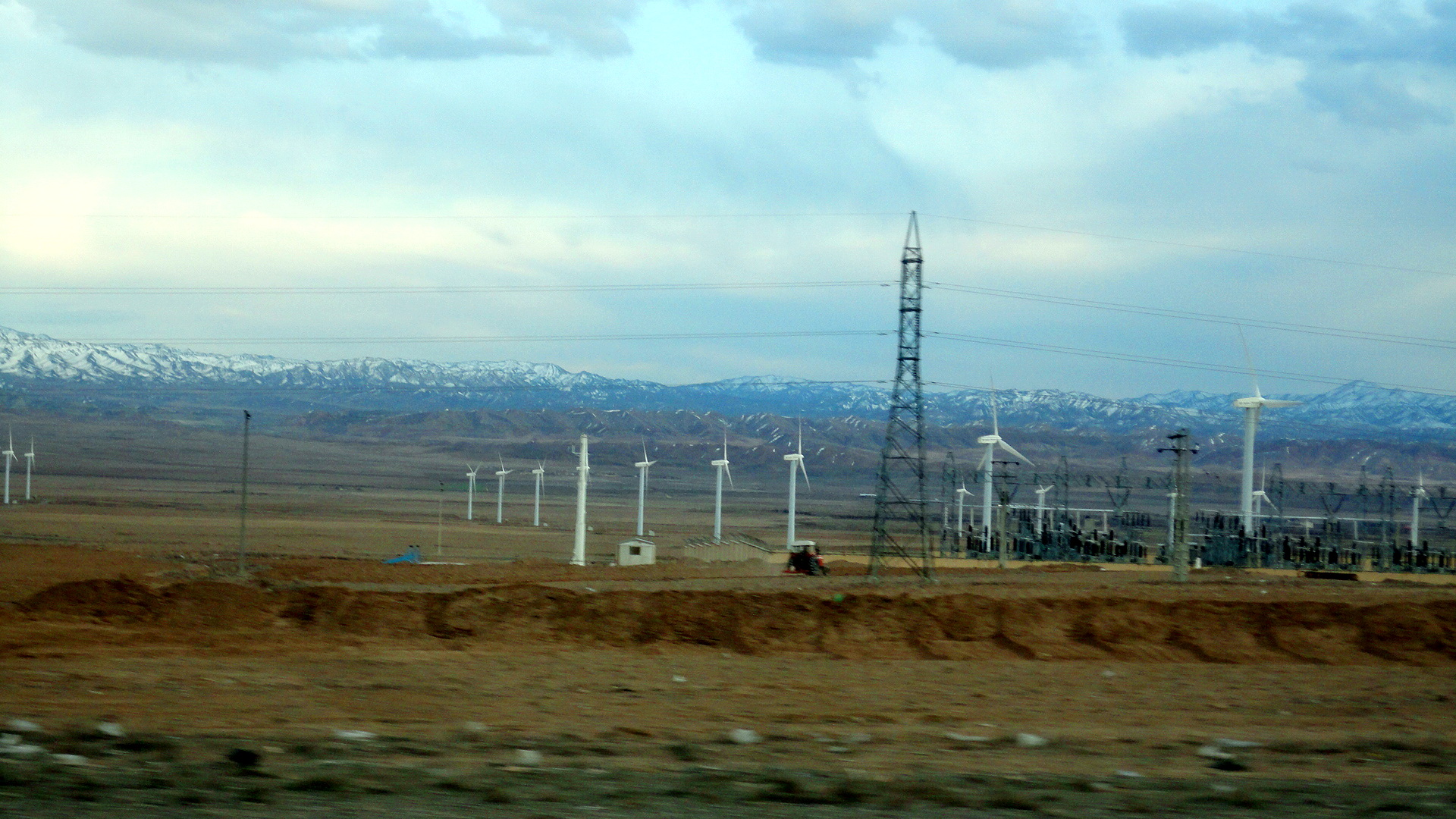
نیروگاه بادی بینالود